# Nicolas Rea (3e baron Rea)
Pour les articles homonymes, voir Rea.
John Nicolas Rea, 3e baron Rea, né le 6 juin 1928 et mort le 1er juin 2020), communément appelé Nicolas Rea, est un pair héréditaire britannique, un médecin et un homme politique.

## Jeunesse
Il est né en 1928 de James Russell Rea et Betty Rea (née Bevan), et fréquente l'école Dartington Hall dans le Devon, l'école Belmont Hill dans le Massachusetts et l'école Dauntsey dans le Wiltshire. Il poursuit ses études au Christ's College, Cambridge, où il obtient une maîtrise ès arts en sciences naturelles, un baccalauréat en médecine, un baccalauréat en chirurgie en 1951 et devient docteur en médecine (MD) en 1969. À l'University College Hospital de Londres, il obtient un diplôme en obstétrique (DObst RCOG), un diplôme en santé infantile et un diplôme en santé publique de 1956 à 1965. En 1981, il accède à la baronnie de Rea après le décès de son oncle Philip Rea (2e baron Rea).

## Carrière
Rea est Sergent dans le Suffolk Regiment entre 1946 et 1948, et occupe divers postes d'hôpital junior entre 1954 et 1957. Il est chercheur en pédiatrie à Ibadan et à Lagos au Nigéria de 1962 à 1965, et chargé de cours en médecine sociale à la St Thomas's Hospital Medical School de Londres de 1966 à 1968. De 1957 à 1962 et de 1968 à 1993, il travaille comme médecin généraliste au nord de Londres.
Rea est membre d' Amicus, Healthlink Worldwide et du Mary Ward Center. Il soutient la Mother and Child Foundation, le Caroline Walker Trust et est honorable secrétaire du National Heart Forum. Il est membre de la Royal Society of Medicine et l'un des quatre-vingt-dix pairs héréditaires élus pour rester à la Chambre des lords après la House of Lords Act 1999.

## Vie privée
En 1951, Rea épouse Elizabeth Robinson, avec qui il a quatre fils, Matthew James, Daniel William, Quentin Thomas et John Silas Nathaniel. Avec d'autres partenaires, il a les filles Bess Connif et Ella «Rosy» Amy Benjamin. Il épouse Judith Mary Powell en 1991, la même année où il divorce de sa première femme. 
Il est décédé le 1er juin 2020 à l'âge de 91 ans.